# Kościół św. Józefa Robotnika w Zawidowie
Kościół świętego Józefa Robotnika – rzymskokatolicki kościół parafialny należący do dekanatu Leśna diecezji legnickiej.

## Historia i architektura
Jest to budowla wzniesiona w stylu neogotyckim. Budowa świątyni została rozpoczęta w 1894 roku i zakończona została w 1896 roku. Współczesne wyposażenie kościoła m.in. ołtarze, ambona, witraże, konfesjonały, chrzcielnica i organy jest nawiązaniem do architektury neogotyckiej z XIX wieku. Podczas obchodów tysiąclecia Chrztu Polski, kościół otrzymał dwa dzwony: „Józef” i „Maria”, które na początku lat 80. XX wieku zostały wyposażone w napęd elektryczny. Ostatni remont wnętrza budowli został przeprowadzony w 1987 roku, założono wtedy nową polichromię.